# Días de guerra, Noches de amor
Días de guerra, Noches de amor es una colección de ensayos políticos, sociales y filosóficos escritos y publicados el año 2000 por colectivo anarquista CrimethInc. La mayoría de los ensayos abogan por una lucha por la libertad personal, opciones alternativas y estilos de vida. Algunos de los libros están dedicados a la crítica del capitalismo, el estatismo, y el consumismo de masas, con el argumento de que todo esto deshumaniza a las personas y disminuye la calidad de vida en general.

## Cómo utilizar este libro
Es crucial señalar que este libro no está diseñado para ser utilizado de la misma manera que un libro “normal”. En lugar de leerlo de cubierta a cubierta, emitiendo juicios superficiales de acuerdo o desacuerdo por el camino (o incluso decidirte a “comprar” nuestras ideas, al estilo del consumidor pasivo), para luego colocarlo en el estante como otra posesión inerte, esperamos que usarás esto como una herramienta para tus propios esfuerzos; no simplemente para pensar sobre el mundo, sino para cambiarlo también. Este libro se compone de ideas e imágenes que hemos robado despiadadamente y ajustado a nuestros propósitos, y esperamos que hagas exactamente lo mismo con su contenido. Ni siquiera hace falta que lo leas como una unidad si esto no te place; de todas maneras es algo que podría resultar incluso demasiado repetitivo para el aguante de la persona media. Pero, por favor, no dudes en usar las imágenes para posters, toma frases para tus propios escritos, reinterpreta ideas y reivindícalas como invenciones propias, entrega los artículos en tu clase de sociología... ¡si es que los tienes que entregar!
—Nadia C., Días de guerra, Noches de amor. pág 11